# Mostek
Mostek è stata una società produttrice di circuiti integrati fondata nel 1969 da ex impiegati di Texas Instruments. Inizialmente i prodotti uscivano dagli stabilimenti di Worcester (Massachusetts) (USA) ma a partire dal 1974 la produzione fu spostata per la maggior parte a Carrollton, Texas, vicino a Crosby Road. Toccò il suo apice alla fine degli anni settanta, quando detenne l'85% del mercato mondiale dei chip di memoria DRAM, dopodiché iniziò il suo lento declino, eclissata dai produttori giapponesi che offrivano prodotti equivalenti a prezzi più bassi ma di qualità superiore.
Nel 1979, poco dopo aver raggiunto il suo apice, Mostek fu acquistata da United Technologies Corporation per 345 milioni di dollari. Nel 1985, dopo alcuni anni di bilanci in rosso e perdita di quote di mercato, Mostek fu ceduta da UTC per 71 milioni di dollari alla società francese Thomson SA, all'epoca operante nel ramo dell'elettronica di consumo ed in seguito confluita in STMicroelectronics. Il portafoglio di proprietà intellettuali di Mostek, che includeva i diritti per la serie di processori x86 di Intel ed alcuni brevetti fondamentali per la tecnologia DRAM, assicurò a Thomson/STM, nel periodo dal 1987 al 1993 introiti per 450 milioni di dollari grazie alla riscossione delle royalty.

## L'inizio
Il primo prodotto realizzato nello stabilimento di Worcester, operante in tecnologia MOS, fu l'MK1001, un semplice chip di tipo registro a scorrimento (Shift register, utilizzabile come memoria lettura/scrittura seriale). Ad esso seguì l'MK4006, una memoria PMOS da 1 KB, fabbricata nello stabilimento di Carrollton.
Mostek lavorò con Sprague Electric nello sviluppo del processo di impiantazione ionica che forniva un incremento esponenziale sul controllo dei profili di drogaggio. Usando l'impiantazione ionica, Mostek divenne una dei leader nella tecnologia MOS di fabbricazione dei chip quando i concorrenti utilizzavano ancora la vecchia tecnologia di drogaggio basato sul processo di diffusione termica. Grazie al minor costo produttivo ed alla maggiore velocità operativa, il chip di memoria MK4006 fu largamente utilizzato da IBM e da altri produttori di mainframe e minicomputer, come BUNCH e Digital Equipment Corporation.
nel 1970 Busicom, un costruttore giapponese di calcolatrici, contattò Intel e Mostek con l'intento di produrre un nuovo chip da usare per un nuovo prodotto. Intel propose per prima l'Intel 4004, quello che è considerato il primo microprocessore della storia. Mostek perse l'appalto perché impiegò troppo a sviluppare il suo prodotto, l'MK6010, che però era una soluzione a singolo chip. Busicom utilizzò l'MK6010 per un prodotto portatile, il Busicom LE-120A, che arrivò sul mercato nel 1971 come la più piccola calcolatrice disponibile all'epoca.
Anche Hewlett-Packard lavorò con Mostek facendo progettare e realizzare i chip della sua linea di calcolatrici HP-35.

## Leader mondiale delle memorie DRAM
Uno dei fondatori di Mostek, Robert Proebsting, inventò la multiplazione degli indirizzi per le memorie DRAM, una tecnica utilizzata per la prima volta nel 1973 con l'MK4096, un chip da 4.096 bit di memoria DRAM: grazie ad essa i 4 kbit di memoria potevano essere indirizzati ricorrendo ad un bus dati con meno canali. Il risultato era l'adozione di un chip con soli 16 piedini, quando tutti i concorrenti utilizzavano i più cari package da 22. I concorrenti di Mostek derisero questa tecnologia considerandola inutilmente complessa ma Proebsting capì che i futuri chip DRAM ne avrebbero tratto grossi benefici dato che ogni volta che la quantità di memoria presente sul chip quadruplicava era necessario aggiungere 1 solo piedino, quando con la tecnologia tradizionale se ne dovevano aggiungere 2.
I costruttori di computer trovarono la multiplazione degli indirizzi molto interessante dato che un ipotetico futuro chip DRAM da 64 Kb avrebbe permesso di risparmiare 8 piedini se realizzato con tale tecnica, con i risparmi che ne derivavano: infatti, i costi di ogni singolo piedino erano uno dei fattori lievitanti del prezzo di un microprocessore; se a ciò si aggiungeva il risparmio derivante dalla minor superficie di silicio necessaria alla realizzazione di un chip con multiplazione, il risparmio finale cresceva sensibilmente.
La pubblicità negativa che i concorrenti di Mostek fecero a questa tecnologia fu cancellata dalle prestazioni dell'MK4096, che dimostrò di essere stabile e robusto in ogni tipo di utilizzo.
L'MK4096 era realizzato con gate in alluminio con tecnologia NMOS.
Nel 1976 Mostek presentò l'MK4027, una versione migliorata dell'MK4096 con gate in silicio, e l'MK4116, un chip DRAM da 16 kb con gate realizzato utilizzando un doppio polimero di silicio. Entrambi furono progettati da Paul Schroeder, che successivamente avrebbe lasciato Mostek per fondare Inmos. Da qui e fino alla fine degli anni settanta Mostek fu il leader incontrastato delle DRAM, detenendone l'85% del mercato mondiale. I chip MK4027 e MK4116 furono retroingegnerizzati da Mosaid e poi clonati da diversi produttori.
Le memorie DRAM da 64 Kb richiedevano la riduzione dell'alimentazione fino a 5 volt: mentre molti concorrenti affrontarono il problema con un approccio più conservativo, scalando il progetto ed il processo dell'MK4116, Mostek decise di rivedere la gran parte del progetto introducendo caratteristiche non necessarie per il modello da 64 kb e ritardando l'ingresso sul mercato. Anche il chip Mostek da 256 kb subì un ritardo dovuto all'allora ambiziosa idea di utilizzare una tecnica basata su 2 livelli di metallizzazione. Quando i prezzi delle DRAM da 64 kb scesero, il chip da 256 kb di Mostek non era ancora pronto, portando così la società a registrare grosse perdite.

## I prodotti consumer e per le telecomunicazioni
Mostek si dedicò anche ai prodotti per le telecomunicazioni, che includevano compositori telefonici a toni ed impulsi, contatori, CODEC, circuiti di controllo, ed altri ancora. I prodotti per le telecomunicazioni usavano il semplice processo PMOS ed aiutarono Mostek durante il periodo di 6 mesi in cui dovette bloccare la produzione dal suo stabilimento per via di un incendio che aveva costretto la chiusura dello stesso. La produzione fu affidata a stabilimenti esterni alla società.
Diversi personaggi giocarono un ruolo chiave all'interno della sezione dei prodotti industriali e per le telecomunicazioni. Robert Paluck dirigeva la sezione, assistito da Charles Johnson, William H. Bradley, Robert C. Jones, Robert Banks, Ted Lewis, Darin Kincaid, William Cummings e diversi altri. Robert Paluck lasciò Mostek per lavorare per Sevin-Rosen Partners and Convex. Bradley disegnò tutti i prodotti basati su singolo chip così come il codice per tutti i dispositivi per orologi da polso che Mostek produsse per Bulova ed altri clienti.
Per un breve periodo, Paluck fu a capo di una joint venture chiamata Mostek Hong Kong, una collaborazione con Bulova per la produzione di orologi da polso a LED di fascia alta basati su tecnologia Mostek.
Quando Mostek si concentrò sulle DRAM, il resto della produzione, compresi i prodotti per le telecomunicazioni, fu ignorata e la relativa quota di mercato lentamente svanì.

## La produzione di chip su licenza

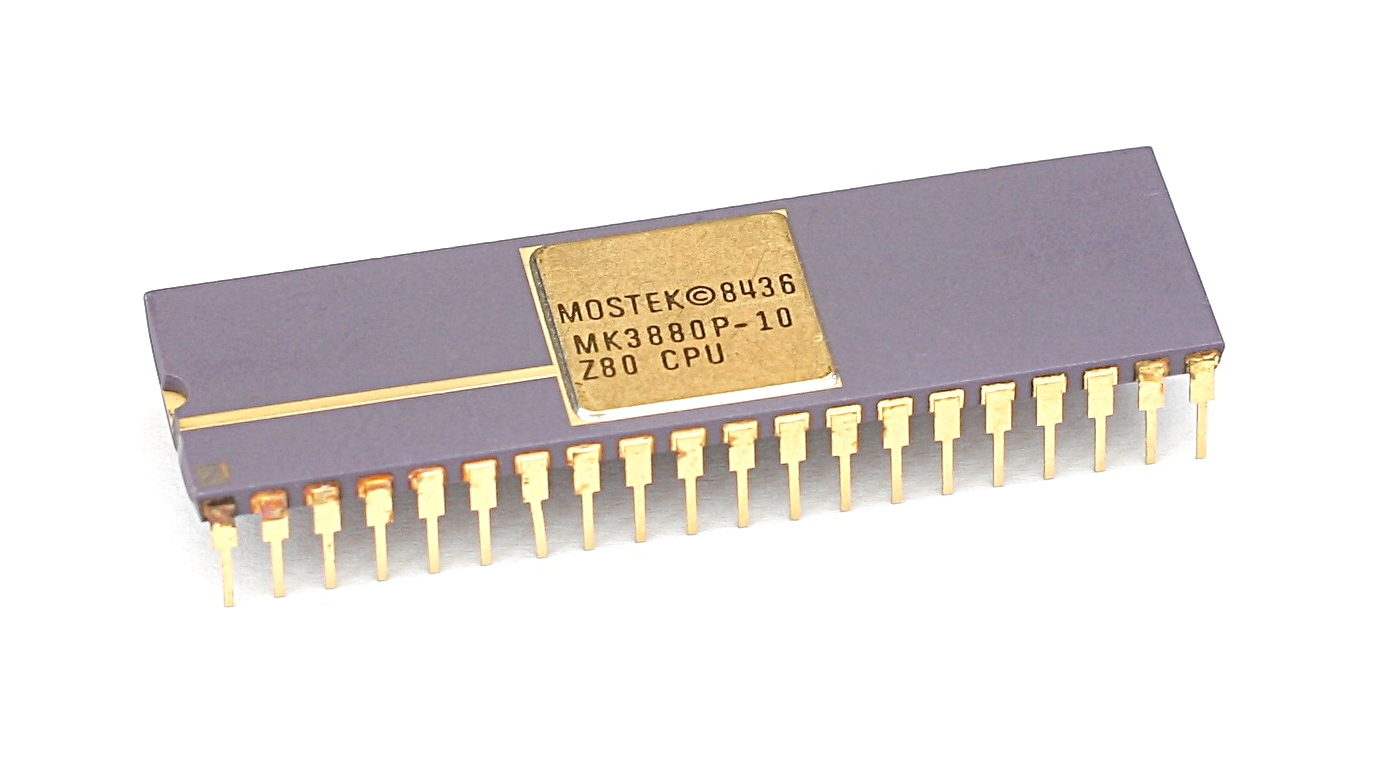
Il Mostek MK3880P, equivalente dello Zilog Z80

Affermandosi come produttore di chip per calcolatrici e memorie DRAM, Mostek si guadagnò agli inizi degli anni settanta una buona reputazione come fabbricante di semiconduttori. Uno dei suoi prodotti più noti era il Mostek 3870, che combinava in un singolo chip il processore composto Fairchild F8 (realizzato con 2 chip contenenti i singoli processori F3850 e F3851), che fu presentato nel 1977. Bradley progettò una serie di prodotti basati sull'MK3870 e, più tardi, Fairchild acquistò i diritti del 3870. Mostek produsse anche chip ROM così come i chip montati sull'organo elettronico Hammond.
Mostek si accordò con un nuovo progettista di chip, zilog: in base agli accordi, Mostek fabbricava i chip di Zilog e questa concedeva alla prima i diritti per poterli vendere anche con il proprio nome. Mostek produsse quindi lo Zilog Z80, il suo equivalente MK3880 ed i chip di supporto allo Z80, tutto ciò finché Zilog non costruì il proprio impianto. Lo Z80 divenne poi la CPU più popolare nei microcomputer degli anni settanta insieme al 6502 e fu usata anche in milioni di sistemi embedded così come in molti home computer e nei sistemi che utilizzavano il sistema operativo CP/M quali l'Osborne 1, il Kaypro ed il TRS-80.
Quando Vin Protho, presidente di Mostek, e L.J. Sevin, amministratore delegato, scoprirono che Zilog aveva modificato lo Z80 per mantenere basse le rese produttive mentre stava costruendo il proprio stabilimento, decisero di cercare un altro partner commerciale. Fu così negoziato un accordo con Intel per avere la licenza per produrre in proprio i microprocessori 8086 e quelli futuri della famiglia x86. Dopo che Sevin lasciò Mostek per diventare un venture capitalist (fondando, tra le altre società, Compaq), Prothro sottoscrisse un altro importante accordo con Motorola per avere i diritti sul Motorola 68000 e sui computer VME. I processori Intel x86 sarebbero divenuti i cuori dei PC IBM mentre il Motorola 68000 sarebbe stato integrato nei computer Apple Atari e Commodore.
Mostek si era così garantita i diritti per ogni famiglia di microprocessore che sarebbe stata poi importante nei futuri anni ma, nonostante questo, non dedicò al nuovo settore le risorse e le attenzioni che infondeva nel sempre più competitivo mercato delle DRAM.

## Il declino
Mostek si fuse nel 1979 con United Technologies Corporation (UTC) per evitare di passare nelle mani di una ditta concorrente, la Gould Electronics, nel 10º anniversario della sua fondazione, quando un grosso quantitativo di azioni controllate da Sprague venne venduto. Ma United Tech. perse il suo investimento: essa mise alla direzione di Mostek una persona che non aveva esperienza nel campo dei semiconduttori (UTC fino a pochi anni prima era un'azienda che operava nel settore aeronautico); inoltre gli investimenti furono tutti mirati al settore delle memorie DRAM. Alla fine UTC investì in Mostek circa 600 milioni di dollari per tenere la società a galla durante la crisi del settore informatico dei primi anni ottanta per poi rivendere Mostek a Thomson SA nel 1985 per 71 milioni di dollari.
Sfortunatamente il mercato delle DRAM fu quello da cui i produttori di elettronica di consumo giapponesi lanciarono il loro assalto al mercato globale dei semiconduttori. Mostek non fu in grado di competere con la politica dei prezzi estremamente aggressiva portata avanti da diversi produttori giapponesi. A questi si aggiunsero diversi produttori Coreani, come Samsung (attualmente uno dei gruppi più grandi operanti nel settore dell'elettronica), che cercarono di combattere con quelli giapponesi usando la stessa strategia economica. Micron Technology (una delle diverse società fondate da ex dipendenti Mostek) tentò con le vie legali denunciando la scorrettezza dell'abbattimento dei prezzi dei produttori giapponesi ma ciò non bastò a salvare Mostek.
Dopo l'acquisizione, Thomson tagliò l'80% della forza lavoro nel tentativo di riportare l'azienda al profitto. L'anno seguente, però, Thomson si fuse con SGS-ATES per diventare STMicroelectronics, con sede a Ginevra, Svizzera. Nonostante molti dei progetti di Mostek non fossero più commerciabili perché ormai datati, i suoi brevetti sulle DRAM erano ancora validi per cui STM iniziò una serie di cause legali per recuperare le royalty dovute: dal 1987 al 1993, STM recuperò ben 450 milioni di dollari.

## Società nate da Mostek
Jerry Rogers fondò Cyrix nel 1988 per capitalizzare gli accordi di licenza che permettevano a Mostek di produrre qualsiasi processore 80x86, che Intel cercò di fermare attraverso azioni legali. Alla fine, dopo aver perso molte battaglie legali, Intel risolse la questione cambiando nome ai suoi processori: l'80586 divenne "Pentium, terminando così l'accordo originale.
Micron Technology è una società produttrice di memorie ancora in attività fondata da diversi dipendenti Mostek, tra cui Ward Parkinson, Dennis Wilson e Doug Pitman.